# Powiat lubaczowski (II Rzeczpospolita)
Powiat lubaczowski (do 1922 r. powiat cieszanowski) – powiat województwa lwowskiego II Rzeczypospolitej. Jego siedzibą było miasto Lubaczów.
Powiat powstał 1 stycznia 1923 po przeniesieniu siedziby urzędu starostwa powiatu cieszanowskiego z Cieszanowa do Lubaczowa i zmianie nazwy powiatu na lubaczowski.
Od 1915 r. władze powiatowe urzędowały w Lubaczowie. Oficjalnie siedzibę powiatu przeniesiono z powrotem do Lubaczowa 1 stycznia 1923 roku. Funkcjonował tu starosta, Rada Powiatowa i Wydział Powiatowy. Starosta był urzędnikiem powoływanym przez Ministra Spraw Wewnętrznych, Rada była organem stanowiącym, a Wydział Powiatowy był ciałem zarządzającym. W pierwszych latach niepodległości na czele zarządu gminy Lubaczów stał komisarz rządowy. W roku 1923 w skład zarządu wchodziło 16 członków, w tym: inż. Władysław Ruebenbauer – komisarz rządowy, jego zastępca Stanisław Polechowicz, I asesor Józef Argasiński, II asesor Ignacy Bardach. Byli tu też: naczelnik Sądu Grodzkiego, sędzia Marian Elektorowicz, notariusz Ernest Ganther, ks. Stanisław Sobczyński, proboszcz parafii rzymskokatolickiej i ks. Bazyli Hoszowski, proboszcz greckokatolicki.
15 czerwca 1934 roku z powiatu jaworowskiego wyłączono gminy Budomierz i Hruszów i włączono je do powiatu lubaczowskiego. Natomiast z powiatu lubaczowskiego wyłączono gminę Lipowiec (z przysiółkami Lindenau i Majdan) włączono je do powiatu jaworowskiego. Z powiatu lubaczowskiego wyłączono także gminy Wólka Zapałowska i Zapałów oraz przysiółek Ignasze z gminy Stare Sioło, włączając je do powiatu jarosławskiego, natomiast do powiatu lubaczowskiego z powiatu jarosławskiego włączono gminę Nowa Grobla, stanowiącą dotąd enklawę na terenie powiatu lubaczowskiego. 9 kwietnia 1934 gminę Ostrowiec włączono do Lubaczowa. 
Powiat lubaczowski obejmował 66 gmin administracyjnych: 64 gminy typu wiejskiego oraz gminy miejskie Cieszanów i Lubaczów. Do gminy miejskiej w Lubaczowie należało miasto wraz z przysiółkami Bałaje, Hurcze i Mokrzyca. Gminy zarządzane były przez wójtów. W obręb gminy wchodziły gromady na czele z sołtysami. Obszar powiatu obejmował 1146 km², a mieszkało na nim w roku 1931 – 87.300 osób.
1 sierpnia 1934 r. dokonano nowego podziału powiatu na gminy wiejskie. 
Po wojnie powiat pozostał w Polsce, oprócz niewielkiej wschodniej części gminy Lisie Jamy z Hruszowem, która została włączona do Ukraińskiej SRR.

## Gminy wiejskie w 1934 r.

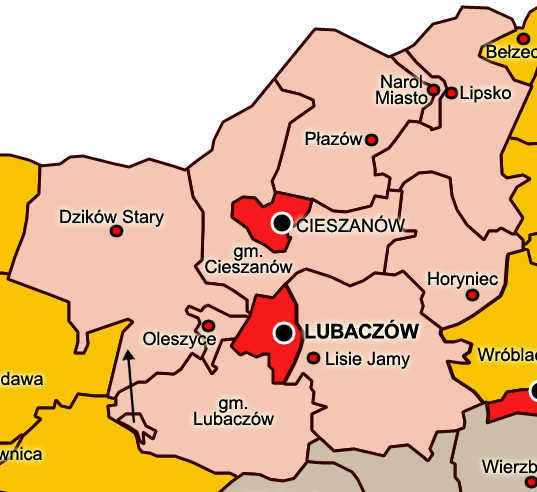

- gmina Oleszyce
- gmina Narol Miasto
- gmina Lisie Jamy
- gmina Lubaczów
- gmina Dzików Stary
- gmina Cieszanów
- gmina Płazów
- gmina Lipsko
- gmina Horyniec

## Miasta
- Lubaczów
- Cieszanów

## Miejscowości
Decyzją Ministra Spraw Wewnętrznych zostały zmienione nazwy miejscowości z niemieckich na polskie od 11 marca 1939:
- Karolówka (wcześniej Burgau)
- Podlesie (wcześniej Reichau)
- Dąbków (wcześniej Felsendorf)
- Kowalówka (wcześniej Freifeld)

## Starostowie
- Jan Dychdalewicz (1925)[7]
- Jan Pomiankowski (1926-)[8]
- Stanisław Uzarski (-1927)[9]
- Władysław Błocki (1927-)
- dr Stanisław Kaszubski (1929-)[10][11]
- Roman Frankiewicz (-1937 †)[12]
- W latach trzydziestych urząd starosty sprawował też Erazm Stefanus[13]. Lubaczów był też siedzibą Powiatowego Zarządu Drogowego, Komendy Powiatowej Policji Państwowej, Urzędu Skarbowego i Sądu Grodzkiego.

Zastępcy
- dr Aleksander Schnitzel (1928-1929)[14][15]
- Alfred Rudek (1929-)
- Roman Janiszewski (1930-)[16]
- Józef Wolański (1932-)[17]